# U-18号潜艇 (1912年)
陛下之18号潜艇是德意志帝国海军建造的一艘潜艇或称U艇。它由但泽的帝国船厂承建，于1912年4月25日下水，至同年11月17日交付使用。U-18号是在第一次世界大战海战期间服役的329艘德国潜艇之一，并参加了大西洋潜艇战役。在其三次巡逻中，并无取得任何战果。1914年11月23日，U-18号在彭特兰海峡遭武装拖网渔船灰色桃乐茜号和驱逐舰加里号撞击后自沉。艇内除1人阵亡外，其余22名船员得以自救并被俘。

## 历史
U-18号是由德意志帝国海军于1910年5月6日向但泽的帝国船厂订购。艇只于1912年4月25日下水，至同年11月17日交付使用。第一次世界大战爆发后，U-18号被编入第二潜艇区舰队。
1914年8月6日，U-18号连同另外9艘德国潜艇从黑尔戈兰海军基地出发，展开针对英国的首次巡逻。它们以每9海里（17）一艇的距离排成警戒线行进，但是次行动一无所获。9月13日，小巡洋舰赫拉号在黑尔戈兰岛西南部被英国潜艇E9号用鱼雷击沉，正在附近巡逻的U-18号成功营救出赫拉号的部分船员。
在1914年11月23日的第三次任务中，U-18号试图潜入斯卡帕湾偷袭英国大舰队的锚地。它跟随一队商船穿过霍克萨峡湾的水栅，毫不费力地进入了锚地。但谨慎的大舰队司令、海军中将约翰·杰科利早已放弃这个锚地，将舰艇分散驻泊至苏格兰西岸和爱尔兰，U-18号未能找到任何有价值的目标。当潜艇经由霍克萨峡湾撤离出公海时，其潜望镜率先被武装拖网渔船东京号（Tokio）所发现。不久之后，另一艘武装拖网渔船灰色桃乐茜号（Dorothy Gray）改变航向高速朝U-18号冲去，撞坏了它的潜望镜和水平舵。U-18号匆忙下潜，但由于水平舵传动电动机出现故障，潜艇无法保持深度，一度撞到了海床上，不得不上浮抢救。与此同时，在附近巡逻的驱逐舰加里号也已抵达现场，U-18号只得再度下潜规避，但仍遭到加里号的二度撞击，不断灌入舱内的海水迫使它第三次上浮。第三次浮出水面的U-18号几乎已完全丧失操纵能力，只能在海面上随着风浪漂浮。船员们随后发出求救信号，当加里号靠过来时，潜艇已接近倾覆。最终，德国人被迫凿沉了U-18号；除1人丧生外，其余22名船员都被英舰救起，并沦为战俘。潜艇残骸位于霍克萨河口外的海面以下75米，即58°41′N 02°55′W / 58.683°N 2.917°W处。

## 脚注
1. ↑  Helgason, Guðmundur. . German and Austrian U-boats of World War I - Kaiserliche Marine - Uboat.net.   [22 December 2014].
2. ↑  Gröner 1991，第4–5頁.
3. ↑  陈进，第5頁.
4. ↑  Messimer，第36–40頁.
5. ↑  Koerver.
6. ↑  陈进，第17頁.
7. ↑  Helgason, Guðmundur. . German and Austrian U-boats of World War I - Kaiserliche Marine - Uboat.net.
8. ↑  Willmott，第376頁.